# Karl Hjalmar Lundblad

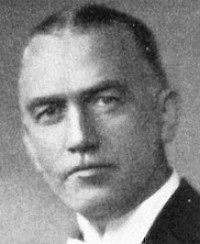
Karl Hj Lundblad.

Karl Hjalmar Lundblad (ofta förkortad Karl Hj Lundblad), född 18 oktober 1881 i Stockholm, död 16 december 1964 i Stockholm, var en svensk ingenjör och biografägare. Han blev känd för sin biografkedja Paradenbiograferna som han drev i Stockholm.

## Biografi
Lundblad var son till Olav Lundblad och Karolina Jakobsson. Efter skolgången praktiserade han som mekaniker och efter studier vid Tekniska skolan fick han anställning som mekaniker vid Kungliga telegrafverket. Där biträdde han även vid den då pågående högre kursen för ingenjörer. Tidigt intresserade han sig för det nya mediet film och biografer.
År 1906 började han sin karriär inom biografbranschen när han blev maskinist på Östermalms-Biografen vid Grev Turegatan. År 1918 övertog han Östermalmsbiografen och samtidigt även Eriksbergsbiografen. Sedan följde flera biografer i raskt takt, som han antingen tog över eller startade själv, bland dem Strand (1926), Fågel blå (1926), Paraden (1932), Linné-Teatern (1932), Tranan (1933), Manhattan (1935), Caprice (1937) och Esplanad (1942). "Flaggskeppet" i Lundblads biografkedja var Paraden som sedan gav namn åt hela verksamheten: Paradenbiograferna. Biografkedjan drev han tillsammans med sin hustru Stina som avled 1954.

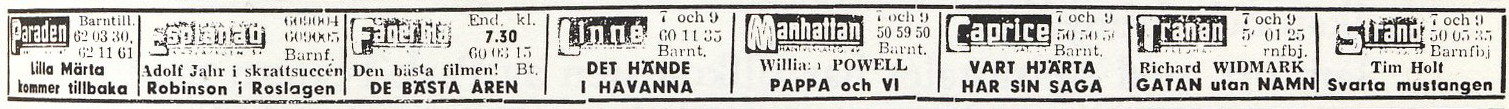
Lundblads Paradenbiograferna enligt biografannonser i Expressen lördagen den 20 november 1948.

För att hålla sig underrättad om senaste utveckling i biografbranschen företog han studieresor till Tyskland, Frankrike, Italien, Schweiz och USA. Han var medlem i Sveriges Biografägareförbundet och tillhörde Frimurarorden sedan 1927. I början av 1960-talet drabbades även några av hans biografer av biografdöden. De kvarvarande Paradenbiograferna övertogs i juni 1966 av Ri-Teatrarna och fick nya namn som började med ”Ri...”. Lundblad fann sin sista vila på Norra begravningsplatsen.

## Referenser

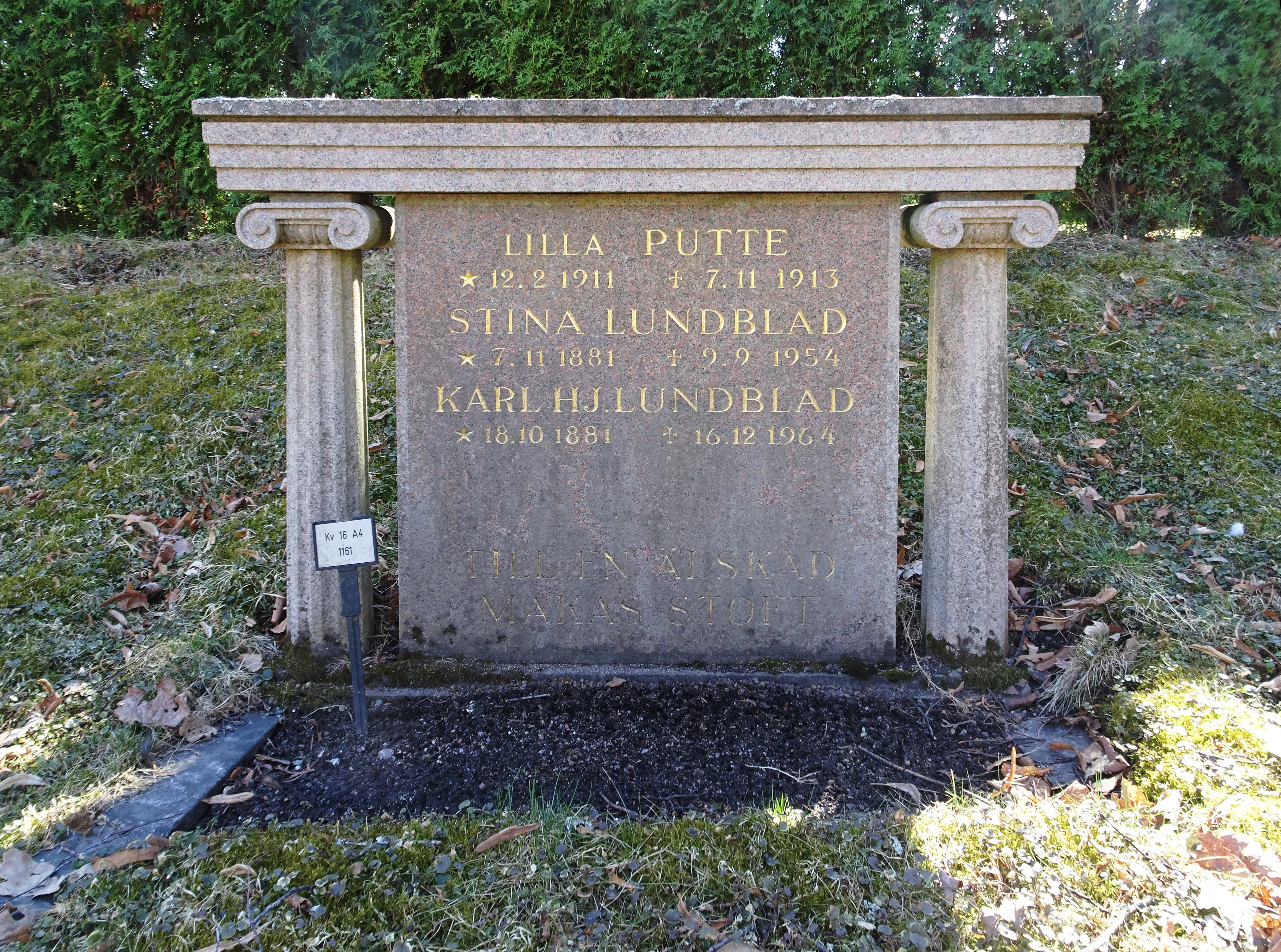
Lundblads gravsten på Norra begravingsplatsen, april 2022.